# Arrhenatherum album
Arrhenatherum album är en gräsart som först beskrevs av Vahl, och fick sitt nu gällande namn av Clayton. Arrhenatherum album ingår i släktet knylhavren, och familjen gräs. Inga underarter finns listade i Catalogue of Life.